# Hermann Pinnow
Hermann Pinnow (* 17. Juli 1884 in Frankfurt am Main; † 3. September 1973 ebenda) war ein deutscher Gymnasiallehrer und Historiker.

## Leben
Dem Besuch des Frankfurter Goethe-Gymnasiums folgte ein Studium der Philologie und Geschichte an den Universitäten Bonn und Berlin. 1906 wurde er in Bonn promoviert. Er leistete zunächst Schuldienst in Kassel. 1910/11 war er als Privatlehrer zur Erziehung des abessinischen Kronprinzen in Addis Abeba tätig. Danach wurde er Lehrer am Kasseler Wilhelmsgymnasium. 1932 übernahm er die Leitung des Bezirksseminars für Studienreferendare in Frankfurt und lehrte am dortigen Kaiser-Friedrichs-Gymnasium. 1933 wurde er als Demokrat von den Nationalsozialisten aus dem Schuldienst gedrängt. So beschäftigte er sich mit dem Verfassen von Firmenchroniken großer Industrieunternehmen (u. a. IG Farben, Dyckerhoff, Freudenberg, Degussa). 1946 wurde er Oberstudiendirektor des Sachsenhäuser Kaiser-Wilhelm-Gymnasiums, das auf seine Anregung hin bei der Wiedereröffnung in Freiherr-vom-Stein-Schule umbenannt wurde. Nach seiner Pensionierung 1949 veröffentlichte er weiter über pädagogische und geschichtswissenschaftliche Themen. Er war zudem Berater des Hessischen Kultusministeriums beim Erarbeiten von Lehrplänen und ab 1949 Mitglied der Frankfurter Historischen Kommission. 1964 erhielt er die Ehrenplakette der Stadt Frankfurt am Main.

## Veröffentlichungen (Auswahl)
- mit Ernst Bux: Geschichte des Altertums. Leipzig 1924. 2. Auflage, Leipzig 1924. 4. Auflage, Leipzig 1925. 6. Auflage, Leipzig 1926. 8. Auflage, Leipzig 1928. 11. Auflage, Leipzig 1932.
- Deutsche Geschichte. Volk und Staat in 1000 Jahren. Frankfurter Verlags-Anstalt, Berlin 1929.
- Zur Erinnerung an die 75. Wiederkehr des Gründungstages der Farbwerke vorm. Meister, Lucius & Brüning. Bruckmann, München 1938.
- 100 Jahre Carl Freudenberg. Hrsg. zum 100jährigen Bestehen der Firma Carl Freudenberg, Weinheim 1949.
- Geschichtliches Unterrichtswerk für die Mittelklassen. 4 Bde., 1951.
- Das französische und das deutsche Geschichtsbild, 1951.
- Der Staat der Gewalt, Klett, Stuttgart 1960.